# Swing (álbum)
Swing es el tercer álbum solista del músico argentino Javier Martínez. Fue editado en 1998.

## Lista de canciones
Todas escritas y compuestas por Javier Martínez.

| N.º | Título                                  | Vocalista principal | Duración |  |
| 1.  | «Basta De Boludos»                      |                     |          |  |
| 2.  | «Dame Bola»                             |                     |          |  |
| 3.  | «Jugo de tomate»                        |                     |          |  |
| 4.  | «El Piso de Rulín»                      |                     |          |  |
| 5.  | «Hoy Estoy Más..., Turbado Que Ayer...» |                     |          |  |
| 6.  | «Jamón del medio»                       |                     |          |  |
| 7.  | «Doble en una esquina»                  |                     |          |  |
| 8.  | «Errare Humanum Est Blues»              |                     |          |  |
| 9.  | «Te daré mi mano»                       |                     |          |  |
| 10. | «Todo de una vez»                       |                     |          |  |